# Crișul Alb
Crișul Alb (rumunjski), (mađ. Fehér-Körös) je rijeka u zapadnoj Rumunjskoj, u povijesnoj regiji Transilvaniji i u jugoistočnoj Mađarskoj (Bekeškoj županiji).
Izvor joj je u južnim planinama Apuseni (rum. Munții Apuseni). Protječe kroz gradove Brad, Ineu, Chișineu-Criș u Rumunjskoj i Gyula u Mađarskoj. Prelazeći granicu Mađarske, rijeka, koja se sada zove Fehér-Körös, spaja se s Fekete-Körös (Crișul Negru) nekoliko kilometara sjeverno od Gyule i formira rijeku Körös (Criș) koja se na kraju ulijeva u Dunav. U Rumunjskoj je njegova duljina 234 km, a površina porječja 4,240 km2.

## Gradovi i sela
Sljedeći gradovi i sela nalaze se duž rijeke Crișul Alb, od izvora do ušća.
- U Rumunjskoj: Brad, Baia de Criș, Hălmagiu, Gurahonț, Dieci, Sebiș, Bocsig, Ineu, Șicula, Chișineu-Criș.
- U Mađarskoj: Gyula, Doboz.

Sljedeće rijeke su pritoke rijeke Crișul Alb:
- Lijeve: Valea Laptelui, Plai, Valea Satului, Bucureșci, Luncoiu, Țebea, Birtin, Vața, Prăvăleni, Valea Mare, Valea Rea, Sighișoara, Mustești, Bodești, Almaș, Chisindia, Cleceova, Hodiș, Potoc, Trei Holâmburi, Gut, Cigher, Valea Nouă Chișer .
- Desne: Artan, Brad, Junc, Ribița, Baldovin, Obârșa, Ociu, Bănești, Leasa, Valea de la Lazuri, Tăcășele, Gruieț, Zimbru, Feniș, Crocna, Dumbrăvița, Craicova, Topasca, Sebiș.